# 大肚渓北信号場
大肚渓北信号場（だいとけいきたしんごうじょう）は、かつて台湾台中市大肚区に設置されていた台湾鉄路管理局縦貫線の信号場。

## 概要
元々は1929年7月10日に「南王田驛」として開設され、海線（海岸線）と山線（台中線）と縦貫線の切り替え駅として客扱いを行っていたが、1935年10月1日に廃駅となった。1946年8月12日には「大肚渓信号場」が開設され、山線の列車が比較的交通量の少ない海線の線路を使えるようにする機能を担ったが、1963年7月12日に信号場としても廃止になる。
1963年7月12日、大肚渓北信号場として開設。山線の大肚溪橋が洪水の被害で改築された時、同時に山線の列車が海線の大肚渓橋を切り替えて使えるようにした。1987年4月20日、大肚渓新橋完成後に廃止された。

## 信号場構造
信号場の構造は現存しない。海岸線と台中線はかつてこの信号場で分岐していた。

## 信号場周辺
- 中山高速公路王田インターチェンジ

## 歴史
- 1929年7月10日 - 南王田駅として（当時の表記は「南王田驛」）開設
- 1935年10月1日 - 廃止
- 1946年8月12日 - 大肚渓信号場を開設[2]
- 1949年6月6日 - 廃止
- 1963年7月12日 - 大肚渓北信号場を開設[2]
- 1987年4月20日 - 大肚渓新橋完成後に廃止[2]

## 隣の駅
台湾鉄路管理局
台中線（旧線） 
成功駅 - 大肚渓北信号場 - 大肚渓南信号場 - 彰化駅
海岸線（旧線） 
追分駅 - 大肚渓北信号場 - 大肚渓南信号場 - 彰化駅